# Münchner Stadtmuseum
Le musée municipal de Munich (en allemand : Münchner Stadtmuseum) est un musée de Munich, en Allemagne. Fondé en 1888, il est situé dans l'ancien arsenal municipal et les écuries, tous deux des bâtiments de la période gothique tardive.

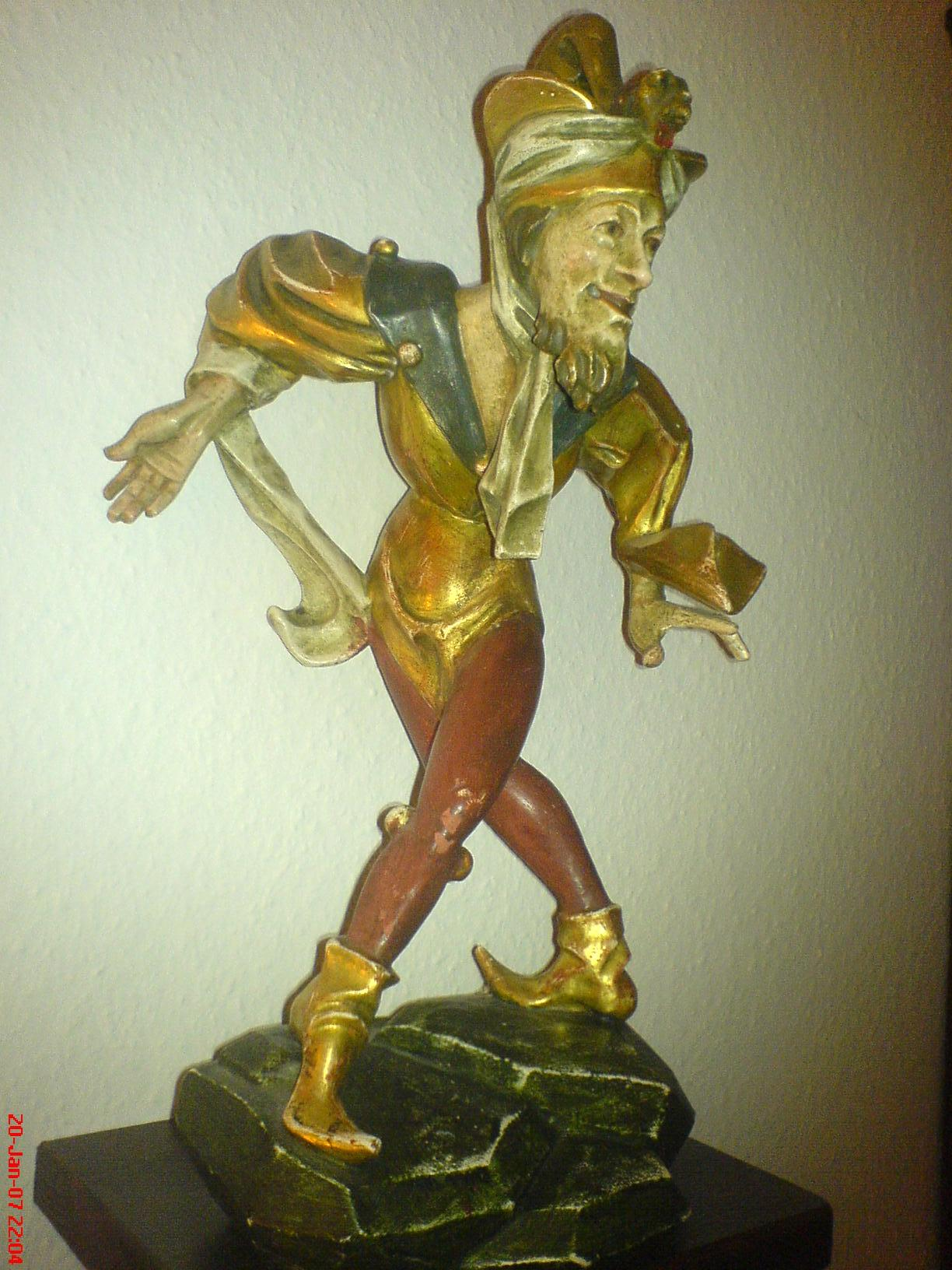
Danseuse Morris par Erasmus Grasser

## Historique
Le musée est fondé par Ernst von Destouches en 1888.

## Expositions permanentes
L'exposition comprend, parmi de nombreuses autres œuvres, les célèbres danseuses Morris, créées par Erasmus Grasser pour la salle des fêtes de l'ancien hôtel de ville, et les putti originaux de la Marienplatz.
Elle expose également l'histoire de l'ancienne « Hauptstadt der Bewegung » (capitale du mouvement nazi), environ 2 000 instruments de musique d'Afrique, d'Amérique, d'Asie et d'Europe, une présentation de l'histoire culturelle du théâtre de marionnettes.
Le Fotomuseum fondé en 1963 possède environ 500 000 photographies.
La section d'archives cinématographique du musée présente des projections hebdomadaires et a réalisé la restauration de films de Fritz Lang, Ernst Lubitsch, Georg Wilhelm Pabst et Friedrich Wilhelm Murnau, notamment.